# Alba Ribas
Alba Ribas Benaiges (5 gennaio 1988) è un'attrice spagnola.

## Filmografia parziale

### Cinema
- Valérie - Diario di una ninfomane (Diario de una ninfómana), regia di Christian Molina (2008)
- Paranormal Xperience 3D, regia di Sergi Vizcaino (2011)
- Animals, regia di Marçal Forés (2012)
- Barcelona nit d'estiu, regia di Dani de la Orden (2013)
- Faraday, regia di Norberto Ramos del Val (2013)
- El cadáver de Anna Fritz, regia di Hèctor Hernández Vicens (2015)
- 100 Metros (100 metros), regia di Marcel Barrena (2016)
- Ti amo, imbecille (Te quiero, imbécil), regia di Laura Mañá (2020)

### Televisione
- El barco - serie TV, 11 episodi (2011-2012)
- Le ragazze del centralino (Las chicas del cable) - serie TV, un episodio (2017)
- Derecho a soñar - serie TV, 77 episodi (2019)
- Contiguo - serie TV, 4 episodi (2020-2021)
- L'última nit del karaoke - serie TV, 3 episodi (2021)
- Déjate ver - serie TV, 2 episodi (2023)